# Попов, Алексей Николаевич (хоккеист)
Алексей Николаевич Попов (род. 4 июля 1974) — советский и российский хоккеист, нападающий. Функционер.

## Биография
Воспитанник ленинградского хоккея. Начинал играть в череповецком «Металлурге» в сезоне 1991/92. С сезона 1994/95 — в петербургском СКА. Играл за тюменский «Рубин» (1997/98, 1988/99), «Спартак» СПб (1998/99, 199/2000 — 2000/01), любительские «Компрессор» (2001/02. 2003/04), ХК Медведицкого (2001/02). Завершал карьеру в клубе чемпионата Эстонии «Старс» (2004/05 — 2006/07).
Директор клуба «СКА-Серебряные Львы» (2010—2019). Вице-президент Федерации хоккея Санкт-Петербурга (2012—2015). Член президиума Федерации хоккея Санкт-Петербурга с 2012 года. Заместитель генерального директора АСНО «Академия СКА» с декабря 2019 года.